# فرد دی گه
فرد دی گه (انگلیسی: Fred Else; ۳۱ مارس ۱۹۳۳ – ۲۰ ژوئیهٔ ۲۰۱۵) بازیکن فوتبال اهل بریتانیا بود.
از باشگاه‌هایی که در آن بازی کرده‌است می‌توان به باشگاه فوتبال پرستون نورث اند، باشگاه فوتبال بلکبرن روورز، و باشگاه فوتبال بارو اشاره کرد.
وی همچنین در تیم ملی فوتبال England B بازی کرده‌است.